# 月刊コミックコンプ
『月刊コミックコンプ』（げっかんコミックコンプ）は、角川書店が1988年から1994年にかけて刊行していた漫画雑誌である。創刊号は1988年5月号。
当初の誌名は『コンプティーク別冊 コミックコンプティーク』で、その名の通り、元々は同社のコンピュータゲーム専門情報誌『コンプティーク』の別冊として創刊された。単行本はコンプコミックス、ドラゴンコミックス、ニュータイプ100%コミックス。
雑誌としては刊行終了し、その後も付録として復活したことも一時的にあったが定期刊行にはならなかった。約20年後に名称を使用したウェブ媒体がオープンした（#概要参照）。

## 概要

### 創刊から休刊まで
『月刊少年キャプテン』（徳間書店）などと同様にマニア向け漫画雑誌の先駆けと言われている。当初はファンタジー漫画が多く掲載された。
しかし角川書店のお家騒動により、漫画家・編集者の多くが1992年10月にメディアワークスへ流出、タイトルを変え『月刊電撃コミックガオ!』に掲載されることとなり、1993年1月号をもって掲載作品のラインナップの大半が突然変更されるという事態が発生。穴埋めとして急遽起用された漫画家たちは一部を除きキャリアの浅い新人が多く、月刊連載のペースに付いていけないケースが続出。毎月のように誰かが原稿を落し、連載されていた作品が何の告知もなく消滅したかと思うと突如復活したりと混乱が続くも、懸命の立て直しが試みられる。
1年以上が経過し、漸く落ち着きを取り戻したかに見えた1993年8月29日、角川書店社長角川春樹が、コカイン密輸事件で麻薬取締法違反・関税法違反・業務上横領被疑事件で千葉県警察本部（千葉南警察署）により逮捕されるという出来事が発生する。これにより、角川お家騒動は収束に向かう運びとなり、騒動の幕引きに伴ってメディアワークスと二重に出されていた雑誌の整理が行われ、本誌も1994年10月号をもって休刊した。
その後継として1994年12月、角川書店は『月刊少年エース』を創刊することになる。本誌連載作家のうち、田島昭宇・長谷川裕一・麻宮騎亜らは『少年エース』へ、真鍋譲治・臣士れい・夢来鳥ねむ・吉富昭仁らは『電撃コミックガオ』へ移った。
作品は大半が休刊とともに打ち切りとなった。ただし例外として、長谷川裕一の『ダイ・ソード』は『轟世剣ダイ・ソード』と改題して『月刊少年キャプテン』へ、おちよしひこの『イグドラシル』は『風の惑星ゼファー』と改題して『月刊少年キャプテン』増刊『コミック鉄人』へ、飯田晴子の『パナ・インサの冒険』は『月刊ASUKAファンタジーDX』へ移った。

### 一時的な復刊
休刊から8年近くたった2002年、コンプティークの別冊付録として『コミックコンプ』が登場。以後何回か別冊として登場するが、以前のように独立刊行されることは無く、最終的には『コンプエース』の独立刊行をもって終焉した。

### ウェブコミックとして名称使用
2024年現在、KADOKAWAのウェブコミック配信サイト『カドコミ』において『コンプティーク』と併設の形で『コミックコンプ』の名称が復活している。

## 主な連載作品
- あっくまーず（大滝よしえもん）
- E.G.コンバット（☆よしみる）
- イース（羽衣翔）
- イグドラシル（おちよしひこ）
- 一撃必殺玉砕倶楽部（大滝よしえもん）
- 1・2・3（カウントスリー）でキメてあげる（大宮直依）
  - 外部リンク：1・2・3でキメてあげる - マンガ図書館Z
- 宇宙英雄物語（伊東岳彦）
- 宇宙の騎士テッカマンブレード（鈴木典孝）
- エルデガイン 導きの神（円英智）
- エンジェルパラダイム（衣谷遊）
- 大江戸裏ワールド（中野豪）
- 銀河戦国群雄伝ライ（真鍋譲治）
- クソゲー戦記 ドラゴンサーガ（渡辺電機(株)）
- 刑事剣士Xカリバー（藤原昌幸）
- サイレントメビウス（麻宮騎亜）
- 真田群雄伝（大貫健一）
- サボテンロード（迎夏生）
- 漆黒のフェレル（円英智）
- JAPAN（大塚英志、伊藤真美）
- ストライダー飛竜（和田たつみ）
- 精霊伝説ヒューディー（大野安之）
- ソーサラーハンター 爆裂仕置人（あかほりさとる、臣士れい）
- ソーサリアンシリーズ 天の神々たち（真鍋譲治）
- ダイ・ソード（長谷川裕一）
- ただいま寄生中（あさりよしとお）
- ダライアス＝サーガイア（大野安之）
- ちぇりーげいる金（中津賢也）
- 地球防衛少女イコちゃん（あさりよしとお）
- 中華一番（真鍋譲治）
- 東京ミカエル（大塚英志、堤芳貞）
- ドラゴンウォーズ（杉田流仙）
- トンガリポテチ（中村光信）
- ハイパーウルフ麗子（羽衣翔）
- パナ・インサの冒険（飯田晴子）
- 緋翔伝（夢来鳥ねむ）
- 翡翠峡奇譚（広江礼威）
- ピンクのWIZ (豊島ゆーさく)
- ファンタスティック・リカオン（佐治ジロー）
- フォーチュン・クエスト（迎夏生）
- BROTHERS（田島昭宇）
- 魔狼王風雲伝（沢田翔）
- めたもる伊介（中津賢也）
- 魍魎戦記MADARA 転生編（大塚英志、田島昭宇）
- ヤンキー（山本よしふみ）
- 友情の男アミーゴマン（こにししのぶ）
  - 外部リンク：友情の男アミーゴマン - マンガ図書館Z
- ラプラスの魔（MEIMU）
- ルナル・サーガ外伝（神谷順）
- LEVY FACE ツインテイル（伊藤洋行）
- ロードス島戦記 灰色の魔女（水野良、おちよしひこ）
- ローンナイト（吉富昭仁）

## コンプコミックス
本誌掲載作品（稀に角川書店の他誌掲載作もある）のレーベルで『月刊少年エース』掲載作のレーベルであるカドカワコミックス・エースの事実上の前身。B6判またはA5判（A5判は「コンプコミックスDX」として刊行）。「Comp」の「C」に由来する、パックマンのような形状のマークを使用していた。既に奥付には不死鳥をあしらったマークが存在していた。
1992年のメディアワークス設立に伴う混乱で本誌が連載作品の大半を失い、1994年の雑誌休刊と共にレーベルも自然消滅した。コンプコミックスの大半の作品は電撃コミックスで再版されるか、他社で文庫化されている。カドカワコミックス・エースでもごく一部が再版されている。